# Andrei Sergejewitsch Parfjonow
Andrei Sergejewitsch Parfjonow (russisch Андрей Сергеевич Парфёнов; * 17. Dezember 1987 in Troizko-Petschorsk) ist ein russischer Skilangläufer. Er startet in der Disziplin Sprint.

## Werdegang
Parfjonow nimmt seit 2005 an Wettbewerben der Fédération Internationale de Ski teil. Sein erstes Weltcuprennen lief er zu Beginn der Saison 2007/08 in Düsseldorf, welches er auf dem 40. Platz im Sprint beendete. Im Dezember 2007 startete er erstmals im Eastern Europe Cup in Krasnogorsk und belegte dabei den 22. Platz über 15 km klassisch. Bei der Tour de Ski 2007/08 belegte er den 43. Platz in der Gesamtwertung. Dabei holte er in Prag mit dem vierten Platz im Sprint seine ersten Weltcuppunkte. Zu Beginn der Saison 2008/09 erreichte er in Düsseldorf mit dem achten Rang im Sprint seine erste Top-Zehn-Platzierung bei einem Weltcupeinzelrennen. Es folgten weitere Platzierungen in den Punkterängen. Im Dezember 2008 holte er im Sprint in Krasnogorsk mit den Plätzen drei und eins seine ersten Podestplatzierungen im Eastern Europe Cup. Bei den nordischen Skiweltmeisterschaften 2009 in Liberec kam er im Teamsprint zusammen mit Nikita Krjukow auf den vierten Rang. Die Saison beendete er auf den 30. Platz in der Sprintwertung. Im Januar 2010 gewann er bei den U23-Weltmeisterschaften 2010 in Hinterzarten Bronze im Sprint. Im folgenden Monat errang er beim Eastern Europe Cup in Rybinsk den zweiten Platz im Sprint. Bei den russischen Meisterschaften 2010 und 2011 holte er Silber im Sprint. Seit der Saison 2010/11 startet er vorwiegend beim Eastern Europe Cup. Dabei siegte er zu Beginn der Saison 2010/11 im Sprint in Werschina Tjoi. Im weiteren Saisonverlauf kam er viermal unter die ersten zehn, darunter Platz zwei im Sprint in Moskau und erreichte zum Saisonende den zweiten Platz in der Gesamtwertung des Eastern Europe Cups. In der folgenden Saison erreichte er zwei Top-Zehn-Platzierungen im Eastern Europe Cup darunter Platz drei beim Sprint in Krasnogorsk. Nach Platz drei im Sprint in Werschina Tjoi zu Beginn der Saison 2013/14, erreichte er den dritten Platz beim Sprint in Syktywkar und belegte zum Saisonende den sechsten Rang in der Gesamtwertung. Zu Beginn der folgenden Saison kam er beim Eastern Europe Cup in Werschina Tjoi auf die Plätze zwei und eins im Sprint. Es folgten zwei Sprintsiege in Krasnogorsk. Im Januar 2015 erreichte er in Rybinsk mit dem dritten Platz im Sprint seine erste Podestplatzierung im Weltcup. Bei den nordischen Skiweltmeisterschaften 2015 in Falun errang er den 31. Platz im Sprint. Die Saison beendete er auf dem ersten Platz in der Gesamtwertung des Eastern Europe Cups. In der Saison 2015/16 belegte er den sechsten Platz in der Eastern-Europe-Cup-Gesamtwertung. Dabei errang er den dritten Platz in Syktywkar, den zweiten Platz in Moskau und siegte im Sprint in Minsk. In der folgenden Saison siegte er im Sprint in Minsk und erreichte den 20. Platz in der Gesamtwertung des Eastern Europe Cups. Im Februar 2017 belegte er beim Weltcup in Pyeongchang den dritten Rang im Sprint und den ersten Platz zusammen mit Gleb Retiwych im Teamsprint. Im folgenden Monat wurde er bei den russischen Meisterschaften in Chanty-Mansijsk Dritter im Sprint.

## Erfolge

### Weltcupsiege im Team
| Nr. | Datum           | Ort         | Disziplin             |
| --- | --------------- | ----------- | --------------------- |
| 1.  | 5. Februar 2017 | Pyeongchang | Teamsprint Freistil 1 |

### Siege bei Continental-Cup-Rennen
| Nr. | Datum             | Ort              | Disziplin        | Serie              |
| --- | ----------------- | ---------------- | ---------------- | ------------------ |
| 1.  | 25. Dezember 2008 | Krasnogorsk      | Sprint klassisch | Eastern Europe Cup |
| 2.  | 20. November 2010 | Werschina Tjoi   | Sprint Freistil  | Eastern Europe Cup |
| 3.  | 18. November 2014 | Werschina Tjoi   | Sprint klassisch | Eastern Europe Cup |
| 4.  | 24. Dezember 2014 | Krasnogorsk      | Sprint Freistil  | Eastern Europe Cup |
| 5.  | 27. Dezember 2014 | Krasnogorsk      | Sprint klassisch | Eastern Europe Cup |
| 6.  | 16. Januar 2016   | Minsk            | Sprint Freistil  | Eastern Europe Cup |
| 7.  | 13. Januar 2017   | Minsk            | Sprint Freistil  | Eastern Europe Cup |
| 8.  | 21. November 2017 | Werschina Tjoi   | Sprint Freistil  | Eastern Europe Cup |
| 9.  | 8. Februar 2019   | Krasnogorsk      | 15 km klassisch  | Eastern Europe Cup |
| 10. | 10. Februar 2019  | Krasnogorsk      | Sprint Freistil  | Eastern Europe Cup |
| 11. | 24. Februar 2019  | Syktywkar        | Sprint Freistil  | Eastern Europe Cup |
| 12. | 12. November 2019 | Schtschutschinsk | Sprint klassisch | Eastern Europe Cup |
| 13. | 24. Februar 2022  | Tjumen           | Sprint klassisch | Eastern Europe Cup |

## Platzierungen im Weltcup

### Weltcup-Statistik
Die Tabelle zeigt die erreichten Platzierungen im Einzelnen.
- 1.–3. Platz: Anzahl der Podiumsplatzierungen
- Top 10: Anzahl der Platzierungen unter den ersten zehn
- Punkteränge: Anzahl der Platzierungen innerhalb der Punkteränge
- Starts: Anzahl gelaufener Rennen in der jeweiligen Disziplin
- Hinweis: Bei den Distanzrennen erfolgt die Einordnung gemäß FIS.

| Platzierung               | Distanzrennen a | Distanzrennen a | Distanzrennen a | Distanzrennen a | Distanzrennen a | Skiathlon Verfolgung | Sprint | Etappen- rennen b | Gesamt | Team c | Team c  |
| Platzierung               | ≤ 5 km          | ≤ 10 km         | ≤ 15 km         | ≤ 30 km         | > 30 km         | Skiathlon Verfolgung | Sprint | Etappen- rennen b | Gesamt | Sprint | Staffel |
| ------------------------- | --------------- | --------------- | --------------- | --------------- | --------------- | -------------------- | ------ | ----------------- | ------ | ------ | ------- |
| 1. Platz                  |                 |                 |                 |                 |                 |                      |        |                   |        | 1      |         |
| 2. Platz                  |                 |                 |                 |                 |                 |                      |        |                   |        |        |         |
| 3. Platz                  |                 |                 |                 |                 |                 |                      | 2      |                   | 2      |        |         |
| Top 10                    |                 |                 |                 |                 |                 |                      | 7      |                   | 7      | 7      | 2       |
| Punkteränge               |                 |                 | 1               |                 |                 | 1                    | 22     |                   | 24     | 7      | 2       |
| Starts                    | 2               |                 | 3               | 1               |                 | 6                    | 45     | 1                 | 58     | 7      | 2       |
| Stand: Saisonende 2017/18 |                 |                 |                 |                 |                 |                      |        |                   |        |        |         |

### Weltcup-Gesamtplatzierungen
| Saison  | Gesamt | Gesamt | Distanz | Distanz | Sprint | Sprint |
| Saison  | Punkte | Platz  | Punkte  | Platz   | Punkte | Platz  |
| ------- | ------ | ------ | ------- | ------- | ------ | ------ |
| 2007/08 | 25     | 99.    | –       | –       | 25     | 63.    |
| 2008/09 | 95     | 63.    | 12      | 88.     | 83     | 30.    |
| 2009/10 | 69     | 79.    | –       | –       | 69     | 38.    |
| 2010/11 | 38     | 96.    | –       | –       | 38     | 53.    |
| 2011/12 | –      | –      | –       | –       | –      | –      |
| 2012/13 | 18     | 120.   | –       | –       | 18     | 70.    |
| 2013/14 | –      | –      | –       | –       | –      | –      |
| 2014/15 | 88     | 67.    | –       | –       | 88     | 27.    |
| 2015/16 | 38     | 89.    | –       | –       | 38     | 51.    |
| 2016/17 | 71     | 74.    | –       | –       | 71     | 30.    |
| 2017/18 | –      | –      | –       | –       | –      | –      |